# Heart of Gold
Heart of Gold ist ein Lied des kanadischen Musikers Neil Young, das im Januar 1972 erschien und als Single zu Youngs einzigem Nummer-eins-Hit avancierte.

## Entstehung und Veröffentlichung
Getextet, komponiert und produziert wurde das Lied vom Interpreten selbst. Für die Produktion bekam Young Unterstützung durch Elliot Mazer. Das Lied wurde im Jahr 1971 als Teil der Harvest-Sessions in den Quadrafonic Studios in Nashville, Tennessee, aufgenommen. Linda Ronstadt und James Taylor waren zu dieser Zeit in Nashville, um im TV-Programm von Johnny Cash aufzutreten, da ergriff Mazer die Möglichkeit und engagierte sie als Begleitsänger.
Die Erstveröffentlichung von Heart of Gold erfolgte as Single am 3. Januar 1972 bei Reprise Records. Diese erschien als 7″-Single mit der B-Seite Sugar Mountain (Katalognummer: REP 1065). Darüber hinaus erschienen auch verschiedene EP-Ausführungen mit Heart of Gold als Haupttitel. Am 1. Februar desselben Jahres erschien das Lied als Teil von Youngs viertem Studioalbum Harvest (Katalognummer: MS 2032).

## Stil
Das Lied gehört zu einer Reihe sanfter akustischer Stücke, die zum Teil auf eine Rückenoperation des Musikers zurückzuführen sind, die als Spätfolge seiner Polio-Infektion von 1951 nötig wurde. Young konnte zu dieser Zeit nicht lange stehen und eine elektrische Gitarre spielen. Daher spielte er akustische Gitarre, die er auch im Sitzen spielen konnte.

## Rezeption
Die Musikzeitschrift Rolling Stone setzte das Lied in ihrer Liste der 500 besten Songs aller Zeiten auf Platz 297.
Von CBC Radio One wurde Heart of Gold 2005 zum drittbesten kanadischen Lied aller Zeiten gewählt.
Heart of Gold ist auch der Titel des Konzertfilmes, der 2006 auf dem Sundance Film Festival uraufgeführt wurde. Regie führte Jonathan Demme, der neben Ilona Herzberg und Tom Hanks auch Produzent ist.

## Kommerzieller Erfolg

### Chartplatzierungen
Heart of Gold avancierte zum Nummer-eins-Hit in den Vereinigten Staaten. Darüber hinaus erreichte Top-10-Platzierungen in Norwegen (Rang 4), Deutschland (Rang 6), den Niederlanden (Rang 9) und dem Vereinigten Königreich (Rang 10).
| ChartsChartplatzierungen       | Höchstplatzierung | Wochen |
| ------------------------------ | ----------------- | ------ |
| Deutschland (GfK)              | 6 (23 Wo.)        | 23     |
| Vereinigte Staaten (Billboard) | 1 (14 Wo.)        | 14     |
| Vereinigtes Königreich (OCC)   | 10 (11 Wo.)       | 11     |

| ChartsJahrescharts (1972)      | Platzierung |
| ------------------------------ | ----------- |
| Deutschland (GfK)              | 21          |
| Vereinigte Staaten (Billboard) | 17          |

### Auszeichnungen für Musikverkäufe
| Land/Region                  | Auszeichnungen für Musikverkäufe (Land/Region, Auszeichnung, Verkäufe) | Verkäufe  |
| ---------------------------- | ---------------------------------------------------------------------- | --------- |
| Dänemark (IFPI)              | Gold                                                                   | 45.000    |
| Italien (FIMI)               | Gold                                                                   | 50.000    |
| Neuseeland (RMNZ)            | 3× Platin                                                              | 90.000    |
| Spanien (Promusicae)         | Gold                                                                   | 30.000    |
| Vereinigte Staaten (RIAA)    | Gold                                                                   | 1.000.000 |
| Vereinigtes Königreich (BPI) | Gold                                                                   | 400.000   |
| Insgesamt                    | 5× Gold · 3× Platin ·                                                  | 1.615.000 |

Hauptartikel: Neil Young/Auszeichnungen für Musikverkäufe

## Coverversionen
Das Lied wurde mehrmals gecovert, unter anderen von Johnny Cash, Willie Nelson, Tori Amos, Sheryl Crow, Roxette, Dave Matthews, Matchbox Twenty, Richard Lloyd, Bettye LaVette, Zakk Wylde, Carla Cook,  Stereophonics, Rockapella, Jimmy Buffett, Bela B., Charles Bradley,  James Last Orchestra und Boney M. sowie auf Deutsch mit dem Titel „Herz aus Gold“ von Stefan Waggershausen.